# Attentat Sonore
Pour les articles homonymes, voir Attentat (homonymie).
Attentat Sonore est un groupe de punk rock français, originaire de Limoges. Il est l'un des pionniers du mouvement punk français des années 1980.

## Biographie
Robin Urbain et Raf décident, en 1986, de former un groupe influencé notamment par Métal urbain et les Sex Pistols. Ils se mettent donc au travail avec une boîte à rythmes acheté d'occasion qui vient compléter la formation guitare (Raf) et guitare/chant (Robin Urbain). En plus de la musique, Attentat Sonore décide de véhiculer une image, qui sera transmise par le fanzine Guérilla urbaine. Leur première démo est enregistrée en 1988 avec le groupe Outrage Rebellion (anarcho-punk de Béziers) sur le label Indian Core. Enregistrés dans une grange, certains titres figureront sur des cassettes compilations. Une deuxième démo est enregistrée la même année, cette fois dans un studio (au foyer des jeunes travailleurs de Brive) par Bernard Béril. Deux morceaux sont enregistrés, Maskagaz et Dégénérés. Le groupe devient de plus en plus influencé par des groupes punk hardcore comme Discharge, Agent Orange, ou Black Flag.
En 1989, le groupe aurait dû figurer sur la compilation Bullshit Detector lancée par Crass Records, mais le label reprenant la compilation laissera le projet à l'abandon, faute d'argent. Le groupe investit dans un magnétophone quatre pistes permettant une plus grande autonomie. C'est la dernière apparition de Robin Urbain dans le groupe. Raf enregistre une douzaine de morceaux avec de nouvelles influences (new wave, ska). La démo War and Peace sort sur le label Indian Core (label de Outrage Rebellion), accompagnée d'un livret A5. Pendant ce temps, Attentat Sonore reste à la recherche d'une formation fixe. Raf rachète la boîte à rythme d'Outrage Rebellion et joue avec eux sur le morceau Deadzone, dernière démo qu'ils enregistrent à Béziers. Tintin arrive au chant en 1991, et une démo est enregistrée avec le groupe Primitiv Bunko (crust punk de Clermont-Ferrand), intitulée Neither War, Nor Peace-Umanita Nova!.
En 1996, Attentat Sonore sort un 45 tours avec le groupe Scraps (punk hardcore de Lille) sur le label toulousain Panx et leur propre label Guerilla Vinyl. En 1997 arrive Marie, le groupe figure sur plusieurs compils. En 1998 et 1999, le groupe figure toujours sur des compilations avec de nouveaux titres. En 1999 arrive le premier batteur du groupe depuis 1986. Loïc se retrouve derrière les fûts. Tintin est remplacé par Régis de Negative I.Q. (oi! de Limoges https://www.youtube.com/watch?v=2B1L_vcQ7Ho), un split 45 tours sort avec Negative I.Q. et Attentat sonore en septembre de la même année.
En 2000, le groupe change de batteur : Fred (ex-Bushmen, Time Bomb on Legs, Superdwarves). En 2001 est enregistré l'EP Social Headache. Fred quitte le groupe, et est remplacé par Steph (ex-Dog's Bollocks, I Cum Blood et actuel batteur de Bad Martians Still Angry). En 2002 sort l'EP Social Headache en coproduction avec Maloka et Rural Muzik sur Guerrilla Vinyl. En 2004, le groupe sort un CD Limoges Punx avec trois titres de Social Headache, un inédit et deux lives. Une vidéo est tournée lors d'un de leurs concerts à Limoges. En 2005, Murielle intègre le groupe au chant. Loulou quitte le groupe, laissant sa place à Laurent. En février 2006, Attentat Sonore sort le 45 tours Barricades 1905 en hommage aux émeutes limougeaudes du siècle dernier. En 2007 paraît un CD rétrospectif partagé avec le groupe colombien Fertil Miseria, sorti en Amérique du Sud. En 2009, Attentat Sonore sort en vinyle et en CD le disque Syndrome de Stockholm, et Éva remplace Laurent à la basse. En 2007, ils jouent au Moumoutt’ Fest à Toulouse.
En octobre 2011, Attentat Sonore sort en vinyle un 45 tours partagé avec le groupe punk hardcore radical américain MDC. En novembre 2011, Attentat Sonore sort en vinyle et en CD l'album Opération : Infiltration. En décembre 2011, le groupe participe au tournage du film de Michel Muller Hénaut Président, sorti le 21 mars 2012.

## Membres

### Membres actuels
- Muriel - chant
- Régis - chant
- Steph - batterie
- Éva - basse
- Raf - guitare

### Anciens membres
- Robin Urbain - chant, guitare
- Sofisox - chant
- Miss Koala - chant
- Tintin - chant
- Loïc - batterie
- Loulou - basse
- Marie - chant (1994-2004)
- Fred - batterie
- Murielle - chant

## Discographie
- 1988 : Mal aux oreilles et anarchie (split démo avec Outrage Rebellion)
- 1990 : War and Peace (démo)
- 1994 : Split démo avec Primitiv Bunko
- 1996 : Hymne à la joie/Dismantle the Machine … (split 7" avec Scraps (enregistrements live))
- 1999 : Lemovice Street Punkers (split 7" avec Negative I.Q.)
- 2002 : Social Headache (10")
- 2006 : Barricades 1905 (45 t)
- 2009 : Syndrome de Stockholm (mini-LP et CD)
- 2011 : split 7" (avec M.D.C.)
- 2011 : Opération : Infiltration (LP et CD)